# Obrazcowo (rejon orłowski)
Obrazcowo (ros. Образцово) – wieś (dieriewnia) w Rosji, w obwodzie orłowskim, w rejonie orłowskim. W 2010 liczyła 901 mieszkańców.